# Hungduan
Hungduan ist eine philippinische Stadtgemeinde in der Provinz Ifugao. Sie hat 9400 Einwohner (Zensus 1. August 2015).

## Baranggays
Hungduan ist politisch in neun Baranggays unterteilt.
- Abatan
- Bangbang
- Maggok
- Poblacion
- Bokiawan
- Hapao
- Lubo-ong
- Nungulunan
- Ba-ang